# داراک

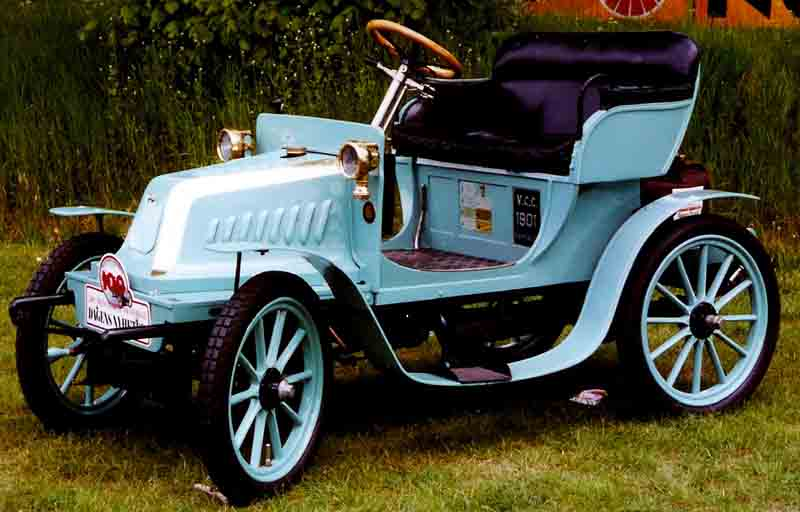
داراک ۶٫۵ اچ‌پی

داراک (به فرانسوی: Darracq) شرکت خودروسازی فرانسوی بود، که در سال ۱۸۹۶ توسط الکساندر داراک در سورزن، در حومه شهر پاریس راه‌اندازی شد. این شرکت تا سال ۱۹۰۵ شعبه‌های خود را در کشورهای بریتانیا، اسپانیا و ایتالیا را تأسیس نموده بود. شرکت داراک اتومبیل، در سال ۱۹۳۵ به شرکتی انگلیسی که چندی بعد بوسیله کمپانی تالبوت خریداری شد واگذار گردید.